# Jacques Bergmans
Jacques Bergmans (Gent, 9 november 1891 - Gent, 24 juli 1959) was een Gentse kunstschilder. Bergmans is vooral gekend om zijn stadsgezichten van Gent. Hij schilderde vooral steegjes en façades, dikwijls van kleine winkeltjes. In de kunstkritiek werd hij beschouwd als een folklorist en een colorist. Naast het schilderen was Bergmans ook bedrijvig in de toegepaste kunst van het batikken.

## Biografie
Jacques Bergmans werd op 9 november 1891 geboren in Gent als oudste van 3 kinderen van Paul Bergmans (1868-1935) en Louisa Claes. Zijn vader was o.a. docent muziekgeschiedenis aan de Rijksuniversiteit Gent en was er van 1919 tot aan zijn oppensioenstelling in 1933 hoofdbibliothecaris. Zijn moeder behoorde tot een familie van mecenassen. Een zus van Jacques, Simone (1892-1976), was musicologe en romancier.
Na zijn middelbare studies aan het stedelijk atheneum van Gent volgde Jacques Bergmans tegelijkertijd de lessen aan L'Ecole industrielle supérieure de l'état in Gent - hij behaalde er het diploma van weeftechniek - en aan de Academie van Schone Kunsten. Hij was er leerling van Carolus Tremerie, Jean Delvin en Georges Minne.
In 1913 huwde Bergmans met de Gentse pianiste Marie Hill (1889-1947). In 1914 brak echter de Eerste Wereldoorlog uit en enkele weken na de geboorte van het eerste kind vertrok Bergmans met het 6de Linieregiment ter verdediging van Antwerpen. In de slag bij Haacht werd hij op 26 augustus door een granaat aan de wervelkolom gewond waardoor zijn beide benen werden verlamd. Hij werd afgevoerd naar het veldhospitaal in de Zoo van Antwerpen, en later werd het gezin geëvacueerd naar Vlissingen. Gedurende een jaar gekluisterd aan zijn bed hernam hij toch zijn activiteit als schilder.
In 1915 had hij zijn eerste tentoonstelling in Middelburg. Later volgden er nog in Den Haag, Tilburg, Amsterdam, Rotterdam en nog enkele Nederlandse steden. Na zijn terugkeer in Gent in december 1918 exposeerde hij voor het eerst bij hem thuis, in de Smidsestraat, in februari 1919.
Daarnaast was Bergmans vanaf 1921 leraar aan de Ecole industrielle supérieure de l'Etat in Gent, en later ook aan het Belgisch Instituut voor Tekstiel te Gent. 
In 1933 kocht Koningin Elisabeth een groot decoratief doek van hem.
In 1955 trok hij naar Congo om te schilderen. Het resulteerde in enkele doeken met kleine boetieks, zichten op de tuin van de gouverneur in Léopoldville en een triptiek van de Congorivier.

## Prijzen en onderscheidingen
- 1920: eerste prijs en zilveren medaille, Chambre syndicale provinciale des arts industriels à Gand
- 1923: zilveren medaille, Internazionale dellei Arti decorativi, Villa Reale Monza
- 1941: Ridder in de Kroonorde
- 1954: Ridder in de Leopoldsorde

## Publicaties
- Le batik (1947)
- Geschiedenis der weefselversieringen en weefseltechnieken (1949; cursus voor de Rijks Hogere Technische en Handelsschool, Gent)
- Warenkennis: studie van het moderne weefsel (1949-1950; cursus voor de Rijks Hogere Technische en Handelsschool, Gent)